# オルタナティヴ・プレス
オルタナティヴ・プレス (英 : Alternative Press)とは、1985年に創刊されたアメリカ合衆国の音楽雑誌の名称である。

## 概要
オハイオ州に本社を置き、オルタナティヴ・ロックが主流だった1990年代に人気を博すようになった雑誌である。現在は、オルタナティヴ・ロック方面では非常に権威のある存在であり、主にアルバムの先行レビューや最新アルバム情報、ニューアーティストの発掘といったコーナーから構成されている。また、表紙を飾るアーティストは、その時代を象徴するジャンルのバンドである事が多く、選ばれる事は人気アーティストとしての証明でもある。そして、現在はポップ・パンクやメタルコア、そしてポスト・ハードコア方面のバンドが表紙を飾ることが多い。
人気コーナーとして、その年に期待度の高いアルバムを一覧にして紹介する『Most Anticipated Albums』といった物があるが、これ自体が大きな宣伝効果になるため、このコーナーに選出されたCDの外袋部分には、各レーベル会社が、選出された事を示すシールを独自に貼って発売する事が多い。